# Bal du Chat-Noir
Pour les articles homonymes, voir Chat noir.
Le Bal du Chat Noir ou tout simplement le « Chat Noir » a lieu tous les ans et marque l'ouverture de la saison carnavalesque (sur Dunkerque même si quelques bandes et bals ont déjà eu lieu dans l'agglomération) au Kursaal. Le bal du Chat Noir est organisé le samedi soir par l'association philanthropique et carnavalesque des Quat'Z'Arts.

## L'histoire du Bal

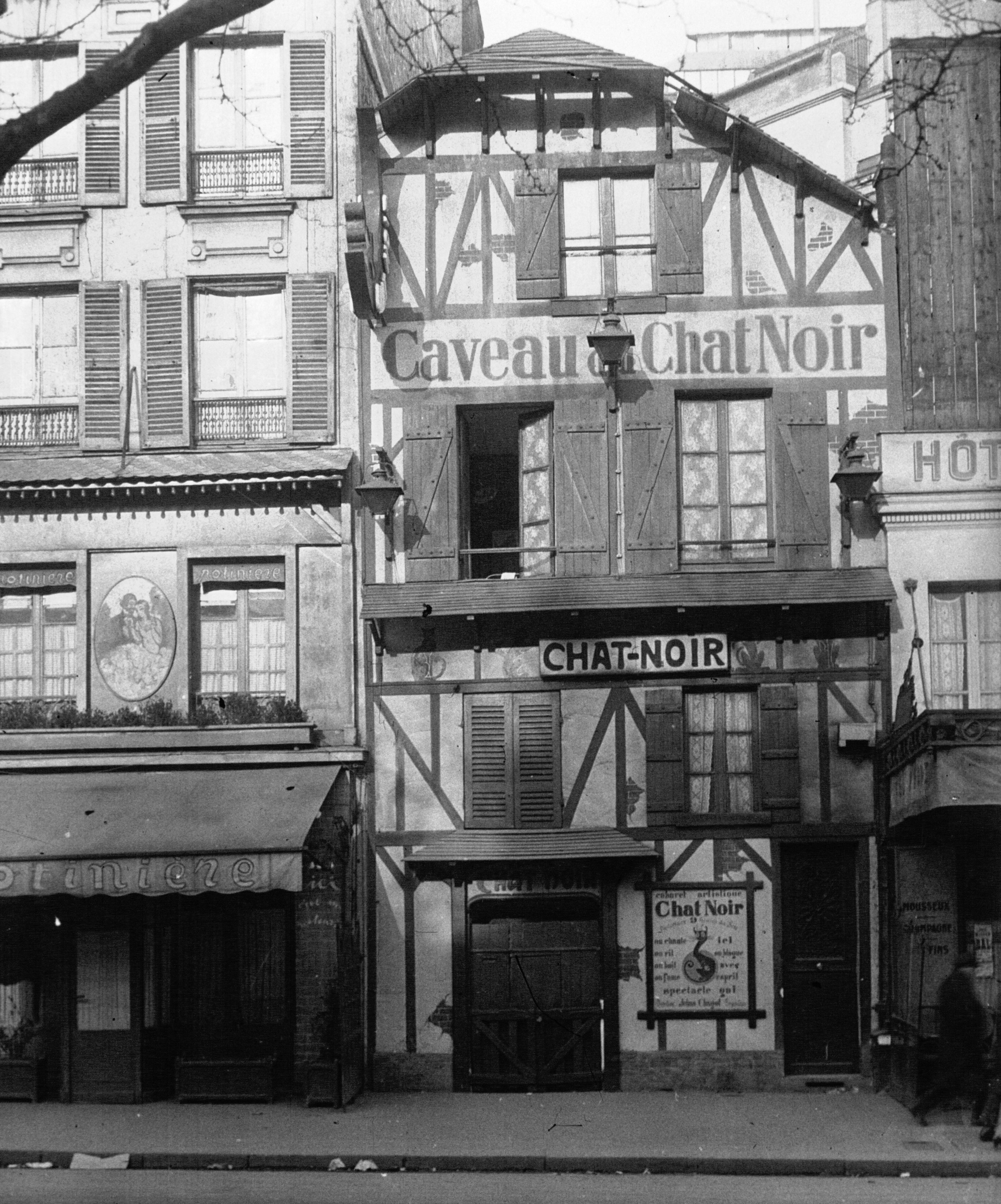
Le Chat noir, boulevard de Clichy, à Paris, en 1929

Le premier bal qu'organisèrent les Quat'Z'Arts se déroula le 7 février 1921, la saison carnavalesque se déroulant alors sur un mois complet, les carnavaleux faisant la fête au cours des 20 bals donnés.

Quatre années plus tard, en 1925, les Quat'Z'Arts s'inspirent du Chat Noir, un cabaret de Montmartre pour le thème de leur bal qui se déroule au Café Georges place du Théâtre. Puis l'année suivante, ils prennent pour thème le Moulin Rouge.

Les Quat'Z'Arts ont trouvé leur identité et leurs couleurs dans les cabarets de Montmartre : le Chat Noir, le bal du Chat Noir  était né. 

L'association philanthropique organisa le bal dans plusieurs endroits, entre 1926 et 1935, le "Chat Noir" se déroule au Palais Jean Bart (Près de la place du même nom). Jusqu'à la Seconde Guerre mondiale, il eut lieu au Normandie Dancing sur la Digue. Au sortir de la guerre et jusqu'en 1961, le bal se tient à l'Hôtel des pompiers, rue du Fort-Louis. L'année suivante, le Bal du Chat Noir est organisé au casino de Malo (alors commune voisine de Dunkerque). En 1963, les Quat'Z'Arts mobilisent la salle qui deviendra la Criée pour organiser le bal.

À partir de 1964, le « Chat Noir » se déroule le samedi soir comme à l'heure actuelle. En 1975, le bal déménage encore pour se produire à la salle de la Concorde à Petite-Synthe. En 1984, ils font un essai au Kursaal le lundi gras (actuellement c'est ce jour que se déroule la bande de la Citadelle).
Les « trois joyeuses » étant alors en déclin, les Quat'Z'Arts gardent le Kursaal mais préfèrent organiser le Chat Noir en ouverture de saison carnavalesque, ainsi le Bal du Chat Noir acquiert son format actuel le samedi 18 janvier 1986.

## Les Quat'Z'Arts
Henri Ferrari est un homme proche des valeurs du sport (il fonde en 1889 la première équipe de foot de Dunkerque, ainsi que plus tard une équipe cycliste) et de la solidarité. Il en vient logiquement à se battre contre la misère. Il crée alors avec quelques amis une association philanthropique ayant pour devise   Plaisir et Charité  . L'association regroupe des jeunes gens étudiant 4 arts : peinture, sculpture, gravure et architecture, elle prend le nom des  Quat'Z'Arts .

Les Quat'Z'Arts se servent des fonds engendrés par leur bal pour organiser des actions caritatives au profit des plus pauvres.

Les Quat'Z'Arts au cours de leur histoire, ont compté parmi leur membre de grandes renommées Dunkerquoises, Paul Asseman, Paul Verley, Gustave Fontaine.